# Sueno Classic

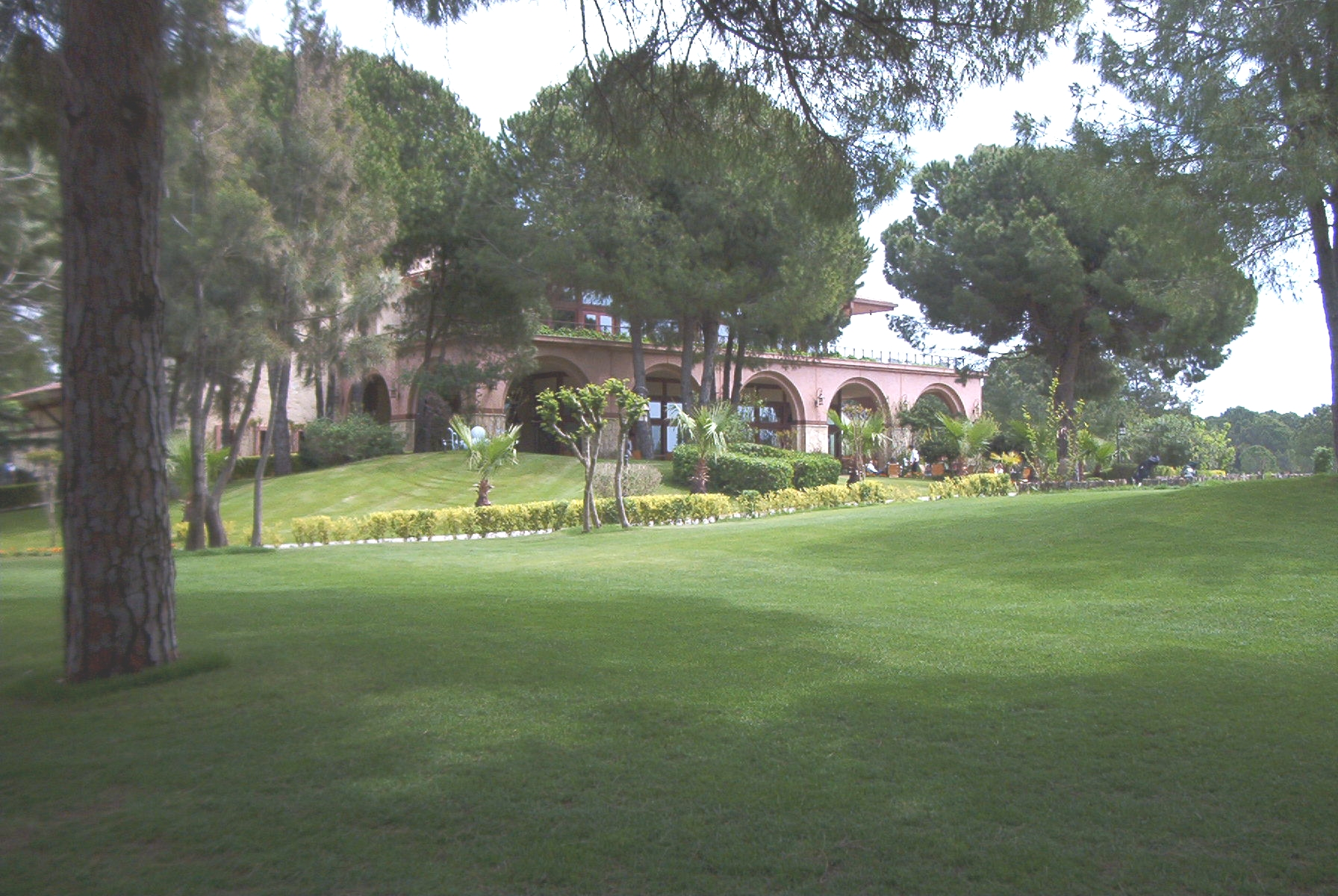

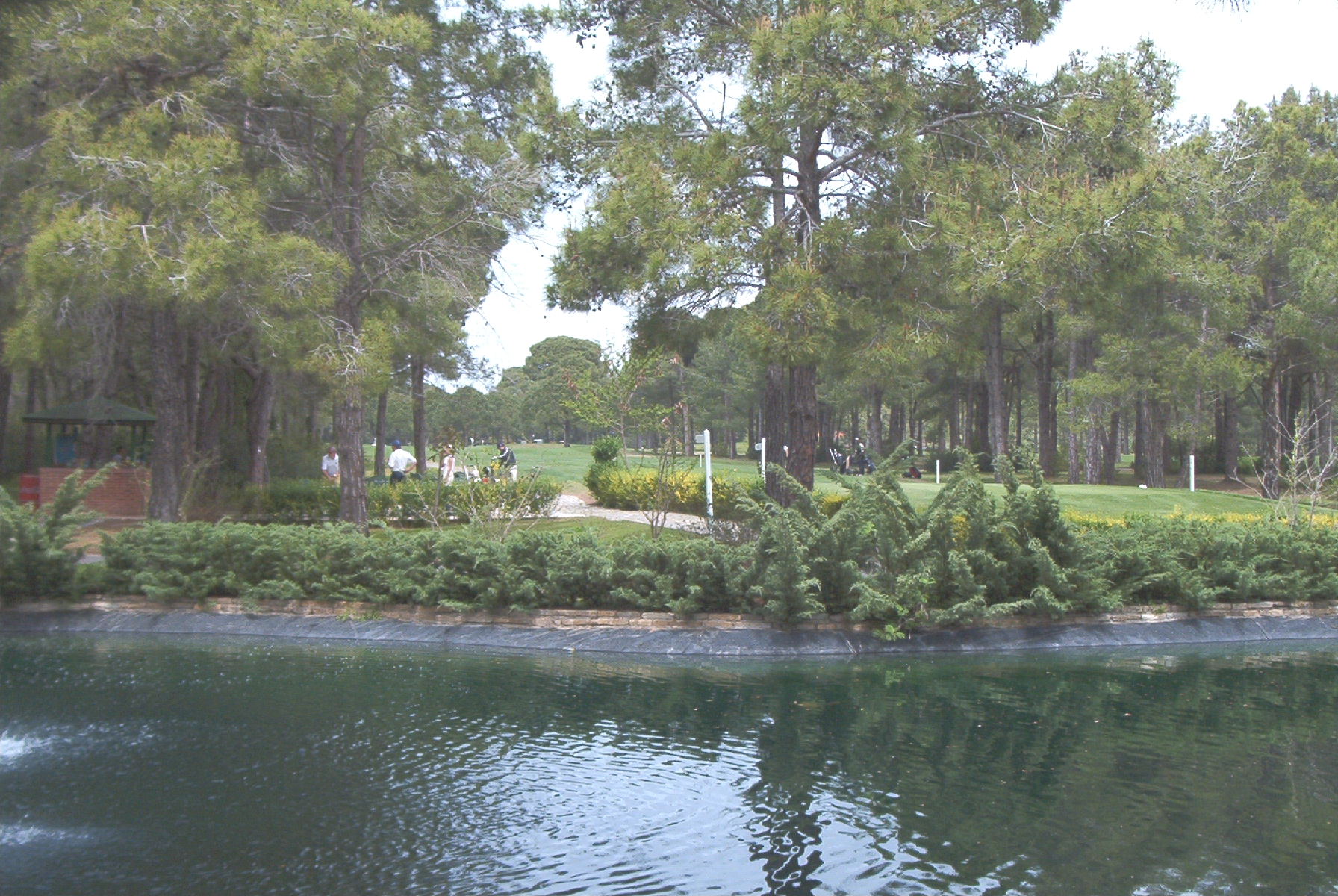

De Sueno Classics zijn twee golftoernooien van de EPD Tour, die vanaf 2013 de Pro Golf Tour heet. De toernooien worden op de Gloria Golf Club in Belek gespeeld.
In 2008 werd er slechts 1 toernooi gespeeld, winnaar was de Duitser Christoph Günther. Vanaf 2009 werden er twee toernooien in opeenvolgende weken gespeeld in de maand januari. Het eerste toernooi was op de Sueno Dunes Course en het tweede op de Sueno Pines Course.
| 2008 | Christoph Günther    | 217   | +1    |                    |       |       |
| Jaar | Sueno Dunes          | Score | Score | Sueno Pines        | Score | Score |
| 2009 | Craig Lee            | 199   | −8    | Craig Lee          | 212   | −4    |
| 2010 | Daniel Wünsche       | 202   | −5    | Björn Pettersson   | 211   | −5    |
| 2011 | Sebastian Buhl       | 200   | −7    | Maximilian Glauert | 213   | −3    |
| 2012 | Florian Pogatschnigg | 200   | −7    | Daniel Wünsche     | 207   | −9    |
| 2013 | David Law1           | 199   | −8    | Ken Benz           | 207   | −9    |

1  David Law verlaagde het baanrecord naar 62.
Zie ook: EPD Tour 2010, EPD Tour 2011, EPD Tour 2012, Pro Golf Tour 2013